# گمینا موگیلنو
گمینا موگیلنو (به لهستانی:  Gmina Mogilno) یک گمینا در لهستان است که در شهرستان موگیلنو واقع شده‌است. گمینا موگیلنو ۲۵۶٫۱۱ کیلومتر مربع مساحت و ۲۴٬۸۲۲ نفر جمعیت دارد.